# Кашмирская мухоловка
 Кашмирская мухоловка (лат.Ficedula subrubra) — вид воробьиных птиц из семейства мухоловковых. Одно время считался подвидом Ficedula parva.

## Распространение
Гнездятся в северо-западной части Гималаев и в Кашмире. Зимуют (большинство особей — с октября по конец марта) в горах центральной части Шри-Ланки и в Западных Гатах в Индии.

## Описание
Длина тела 13 см. У самцов серо-коричневая спинка, оранжево-красные горло и грудка, с чёрным краем. У молодых особей верхние части тела более коричневые, а вместо красного цвета у них розоватый.

## Биология
Насекомоядны. Размножаются в лиственных лесах с густым подлеском, в кладке 3—5 яиц, которые насиживает самка. Зимуют в садах, чайных плантациях, опушках и открытых участках леса, обычно на высоте более 750 м.

## Охранный статус
МСОП присвоил виду охранный статус VU.